# Sosnogorsk
Sosnogorsk (rusky Сосногорск, komijsky Сӧснагорт) je město v Komijské republice v Ruské federaci. Při sčítání lidu v roce 2010 měl bezmála 28 tisíc obyvatel.

## Poloha a doprava
Sosnogorsk leží v předhůří Severního Uralu jižně od ústí Uchty do Ižmy. Ižma, která je přítokem Pečory, zároveň vymezuje východní hranici území města. Od Syktyvkaru, hlavního města republiky, je Sosnogorsk vzdálen přibližně 350 kilometrů severovýchodně.
Přes Sosnogorsk prochází Pečorská dráha z Konoši přes Kotlas do Vorkuty a začíná zde vedlejší dráha do Troicko-Pečorsku.

## Dějiny
Sosnogorsk byl založen v roce 1939 pod jménem Ižma při stavbě Pečorské dráhy. Městem je od roku 1955 a jméno Sosnogorsk nese až od roku 1957.

### Rodáci
- Julija Sergejevna Bělorukovová (* 1995), běžkyně na lyžích